# Лутфуллаев, Хуршит Мухтаржанович
Хуршит Мухтаржанович Лутфуллаев (8 января 1983) — киргизский футболист, нападающий, тренер. Выступал за сборную Кыргызстана.

## Биография

### Клубная карьера
Начинал играть на взрослом уровне в высшей лиге Кыргызстана в командах юга страны — «Семетей»/ФК «Кызыл-Кия» и «Динамо-КПК» (Джалалабад). В 2003 году перешёл в «Жаштык-Ак-Алтын» (Кара-Суу), с которым в том же сезоне завоевал чемпионский титул, а затем дважды становился бронзовым призёром.
В 2006 году перешёл в «Абдыш-Ату», с которой неоднократно становился призёром национального чемпионата и обладателем Кубка Кыргызстана. В 2008 году стал лучшим бомбардиром чемпионата с 13 голами.
Весной 2010 года был в заявке «Алги», но вскоре покинул клуб. В 2010—2011 годах играл в первой лиге за «Наше Пиво» (Кант) и в сезоне 2010 года стал лучшим бомбардиром северной зоны первой лиги с 31 забитым мячом. Весной 2012 года выступал в составе бишкекского «Динамо-МВД», но в ходе сезона вернулся в «Абдыш-Ату», в которой выступал до конца карьеры в 2015 году. Был капитаном «Абдыш-Аты».
Всего в высшей лиге Кыргызстана забил 86 голов.

### Карьера в сборной
Дебютный матч за национальную сборную Кыргызстана сыграл 7 марта 2007 года против Казахстана, заменив на 73-й минуте Романа Корнилова. Первые голы забил 24 августа 2007 года, сделав «дубль» в ворота сборной Бангладеш. В 2007—2008 годах сыграл 7 матчей, после этого пять лет не выступал за сборную, в 2013—2014 годах сыграл ещё 6 матчей.
Всего на счету футболиста 13 матчей за сборную и два гола в период 2007—2014 годов.

### Карьера тренера
Работал детским тренером в «Абдыш-Ате», главным тренером «Абдыш-Аты-2». В сентябре 2017 года вошёл в тренерский штаб юношеской (до 19 лет) сборной Кыргызстана. В 2018 году — главный тренер аутсайдера высшей лиги «Академия» (Ош). Имеет тренерскую лицензию «А».